# (4544) Xanthus
(4544) Xanthus ist ein erdnaher Asteroid des Apollo-Typs, der am 31. März 1989 von den amerikanischen Astronomen Henry E. Holt und Norman G. Thomas am Palomar-Observatorium entdeckt wurde.
Benannt wurde der Asteroid nach einem anderen Namen für den griechischen Gott Apollo.